# Hebius vibakari
Hebius vibakari ist eine Natternart der Gattung Hebius, die in Ostasien verbreitet ist.

## Merkmale
Die Gesamtlänge der Art beträgt durchschnittlich 44 Zentimeter mit einer Schwanzlänge von 10 Zentimetern. Die Beschuppung weist 127 bis 151 Ventralia (Bauchschuppen) und 59 bis 79 Subcaudalia (Schuppen auf der Schwanzunterseite) auf. Hebius vibakari ist ovipar (eierlegend).

## Lebensweise
Es handelt sich um eine am Boden lebende Art, die häufig unter Laub, Steinen und Baumwurzeln zu finden ist. Zu ihren Lebensräumen gehören Hänge in gemäßigten Laub- und Mischwäldern sowie Waldränder und nahegelegene Feuchtwiesen. In Korea ist sie in bewaldeten Gebieten um Teiche und Flussgebiete herum präsent und wurde dabei beobachtet, sich von kleinen Fischen, Amphibien, Amphibienlarven und Würmern zu ernähren. In Berggebieten wurde die Art nicht gefunden. Die Weibchen legen im Sommer in der Regel Gelege von 2 bis 5 Eiern. Für die russischen Gebiete wurden Gelege von 1 bis 6 Eiern im Juli beobachtet und auf dem japanischen Archipel Gelege von 4 bis 10 Eiern im Juli und August.

## Verbreitungsgebiet und Gefährdung
Hebius vibakari ist im Nordosten Chinas, in Japan (auf Kyūshū, Shikoku, Honshū und der zu Danjo-guntō gehörenden Insel Oshima), auf der koreanischen Halbinsel und in Russland verbreitet. Der Fluss Amur stellt die nördliche Verbreitungsgrenze der Art sowie auch der Gattung Hebius dar. Die Art wird aufgrund ihres großen Verbreitungsgebietes von der IUCN als nicht gefährdet (least concern) eingestuft.

## Systematik
Die Art wurde 1826 von dem deutschen Zoologen Heinrich Boie unter dem Taxon Tropidonotus vibakari erstbeschrieben.
Es werden drei Unterarten unterschieden:
| Unterart                   | Erstbeschreibung     | Verbreitungsgebiet |
| -------------------------- | -------------------- | --- |
| Hebius vibakari danjoensis | Toriba, 1986         | auf der zu Danjo-guntō gehörenden japanischen Insel Oshima |
| Hebius vibakari vibakari   | (Boie, 1826)         | Nordostchina, Japan (auf Kyūshū, Shikoku, Honshū) |
| Hebius vibakari ruthveni   | (Van Denburgh, 1923) | von der koreanischen Halbinsel (Jeju-do, Busan, Sinŭiju und Possiet-Bucht) über Nordostchina nach Russland (Wladiwostok und der Region Chabarowsk an der Abzweigung des Ussuri) |

Die russische Unterart H. v. ruthveni ist möglicherweise eine eigene Art.